# Noncha (Jack)
Noncha is een lied van de Nederlandse rapper Jack in samenwerking met de Nederlandse rapper 3robi en de Nederlandse producer SRNO. Het werd in 2021 als single uitgebracht en stond in 2022 als veertiende track op het album Waterman van Jack.

## Achtergrond
Noncha is geschreven door Anass Haouam, Dylan Klomp en Serrano Gaddum en geproduceerd door SRNO. Het is een nummer dat past in de genres nederhop en trap. In het lied rappen de artiesten over hun nonchalante houding in hun onstuimige leven. In het lied tonen de rappers hun zelfverzekerdheid en vertellen ze over hun rijkdommen.
Het is de eerste keer dat de drie artiesten tegelijkertijd op een track te horen zijn. Wel werd er onderling al samengewerkt. Jack en 3robi deden dit eerder op Cheeba. 3robi en SRNO hebben voor Noncha de nummers 3chiri, Champagne papi en Marbella gemaakt. Na Noncha brachten ze behalve de singles Validé en Montana, ook het gezamenlijke album Flex mood uit.

## Hitnoteringen
De artiesten hadden bescheiden succes met het lied in Nederland. Het stond op de 73e plaats van de Single Top 100 in de enige week dat het in deze hitlijst te vinden was. De Top 40 en haar Tipparade werden niet bereikt.